# Sultanat d'Arash
El sultanat d'Arash fou un antic petit estat de l'Azerbaidjan que ocupava part de les modernes regions de Yevlakh i Agdash i la ciutat de Mingachevir. Es va fer independent a la mort de Nadir Xah però vers 1752 va caure en mans del Kanat de Shaki, del qual va esdevenir feudatari. El 1795 el sultanat d'Arash fou suprimit i annexionat a Shaki com un districte.